# Alfred Herzog (Maler)
Alfred Herzog (* 29. Dezember 1895 in Neulauba; † 17. Januar 1988 in Bautzen) war ein deutscher Maler.

## Leben

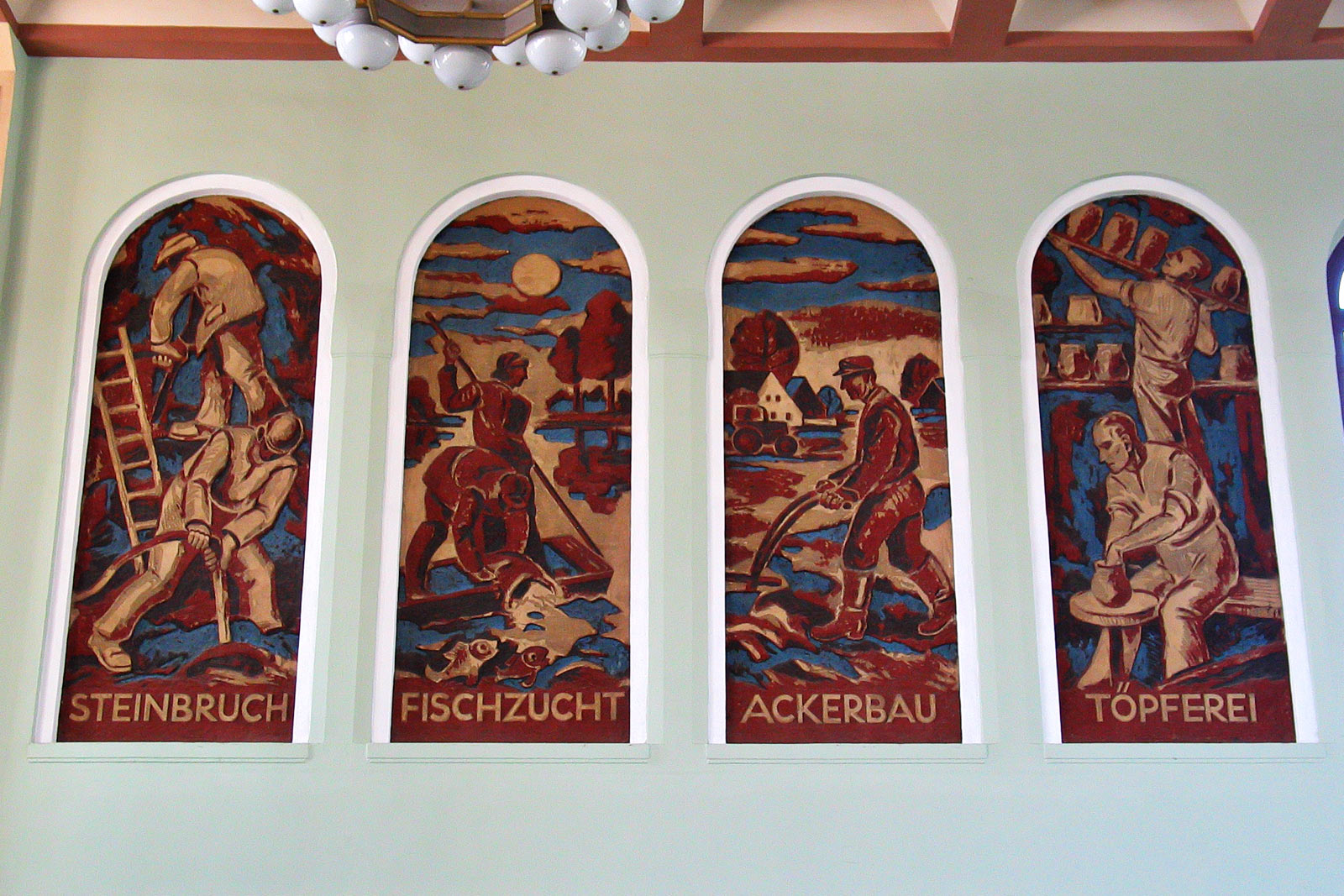
Wandbilder von Alfred Herzog am Bahnhof Bautzen

Herzog machte zunächst eine Ausbildung zum Volksschullehrer am Landständischen Seminar in Bautzen, ab 1920 ließ er sich dann zusätzlich an der Dresdener Kunstgewerbeschule zum Kunsterzieher ausbilden. Bis 1945 lehrte er als Kunsterzieher an der Landständischen Oberschule in Bautzen. Nach 1945 arbeitete er als freischaffender Künstler in Bautzen. U. a. Harald Metzkes  und Christa Sammler nahmen bei ihm Unterricht. Herzogs größtes Werk waren acht Wandbilder in Putzschnitttechnik im Bautzener Bahnhof, die verschiedene Berufe darstellten. Er malte auch Landschaften, insbesondere in Aquarell.
Daneben unterrichtete Herzog an der Steinmetzschule in Demitz-Thumitz und wandte sich auch der Denkmalpflege zu. Seit den 1950er Jahren war er zudem Friedhofspfleger auf dem Taucherfriedhof und entwarf selbst Grabdenkmäler. 1982 wurde er als „um die Bestattungskultur verdiente Persönlichkeit“ mit der Waldo-Wenzel-Plakette  der bundesdeutschen Arbeitsgemeinschaft Friedhof und Denkmal geehrt.
Herzog wurde auf dem Taucherfriedhof begraben.

## Schriften (Auswahl)
- Lausitzer Granit in Natur und Gestaltung. In: Sächsische Heimatblätter. Bd. 14 (1968), Heft 3, S. 138–144.
- Die Ortenburg im Blickwinkel von Architektur und Malerei. In: Bautzener Kulturschau. Bd. 26 (1976), Heft 10, S. 6–11.
- Bautzener Gartenhäuser der Biedermeierzeit. In: Bautzener Kulturschau. Bd. 28 (1978), Heft 4, S. 8–10.
- Haustüren und Portale alter Bautzener Bürgerhäuser. In: Bautzener Kulturschau. Bd. 30 (1980), Heft 2, S. 7–12.
- Über 300 wertvolle geschützte Denkmale: ein Gang über den Taucherfriedhof in Bautzen. In: Bautzener Kulturschau. Bd. 31 (1981), Heft 9, S. 6–14.

## Ausstellungen (unvollständig)
- 1948: Bautzen, Stadtmuseum („2. Jahresausstellung Lausitzer bildende Künstler“)[2]
- 1949: Görlitz, Aula der 10. Grundschule („3. Jahresausstellung Lausitzer Bildender Künstler“)[3]